# TripleS
TripleS (zapis stylizowany: tripleS; hangul: 트리플에스; RR: Teulipeul-eseu) – południowokoreański girlsband  utworzony przez Modhaus. Grupa została przedstawiona publiczności w ramach przeddebiutowego projektu, który rozpoczął się w maju 2022 roku, gdzie każda z 24 członkiń ujawniana jest cyklicznie.
Grupa planuje być pierwszą grupą k-popową, która połączy światy NFT i K-pop. Członkinie będą rotować pomiędzy grupą, podgrupami i działaniami solowymi, zgodnie z wyborem fanów, jako iż fani będą mogli uczestniczyć i komunikować się z nimi, np. decydując o podgrupach i treściach poprzez NFT. Koncepcja grupy polega na tym, że członkinie grupy łączą siły i pokazują wszystkie swoje umiejętności. W każdym sezonie będą prezentować swój nowy „Dimension” (Wymiar) z nowymi koncepcjami.
Grupa zadebiutowała 13 lutego 2023 roku z minialbumem Assemble.

## Nazwa
Nazwa grupy „tripleS” odnosi się do trzech słów na literę „S”, „Social, Sonyo, Seoul”.

## Historia

### Przed debiutem
Przed dołączeniem do Modhaus wiele członkiń było już zaangażowanych w przemysł rozrywkowy. Hyerin była aktorką dziecięcą w Kids Planet, jako aktorka, zadebiutowała w serialu internetowym Between Us z 2018 roku. Wystąpiła także w reklamie japońskich podręczników[niewiarygodne źródło?]. Hyerin i Nakyoung były stażystkami w P Nation. Jiwoo była stażystką w SM Entertainment, JYP Entertainment, YG Entertainment i FNC Entertainment. Dahyun była stażystką w Source Music. Soomin była na przesłuchaniu w P Nation i Jellyfish Entertainment. Kaede jest byłą modelką dziecięcą, była również ekskluzywną modelką japońskiego magazynu Nico☆Puchi do 2019 roku, po odejściu została modelką marek odzieżowych Lindiha i LIZLISA.
Chaeyeon jest byłą członkinią Busters i CutieL, a także aktorką i prowadzącą programy telewizyjne dla dzieci takie jak Cooking Class, Tok!Tok! Boni Hani i Quiz Monster. Nakyoung jest młodszą siostrą piosenkarki Bibi, można było ją zobaczyć w finałowym odcinku programu SBS The Fan. Dahyun pojawiła się w odcinku serialu internetowego Sixth Sense.
Jiwoo i Yooyeon były uczestniczkami programu survivalowego MBC, My Teenage Girl. Jiwoo zadebiutowała jako aktorka w serialu internetowym I:LOVE:DM, a także była główną bohaterką w zwiastunach programu My Teenage Girl. Jiwoo została wyeliminowana w szóstej rundzie, zajmując 18. miejsce, a Yooyeon w ostatnim odcinku, zajmując 8. miejsce. Yubin była uczestniczką programu kulinarnego I am Chef i znalazła się w finałowej trójce. Kotone, Nien i Xinyu były uczestniczkami programu survivalowego Mnet, Girls Planet 999. Nien została wyeliminowana w 9. odcinku, a Kotone i Xinyu zostały wyemliminowane w 11. odcinku. Chaewon była uczestniczką programu survivalowego SBS, Universe Ticket, została wyeliminowana w pierwszej rundzie, zajmując 70. miejsce.

### 2022: Ujawnianie członkiń, debiut podgrupy Acid Angel from Asia
18 lutego 2022 roku wytwórnia Modhaus ogłosiła, że założy pierwszą na świecie „dziewczęcą grupę z udziałem fanów” i że grupa ma zacząć ujawniać członkinie w pierwszej połowie roku. Zarządzaniem grupy ma się zająć Jaden Jeong, który pracował z takimi firmami jak JYP Entertainment, Woollim Entertainment, Sony Music Korea i Blockberry Creative.

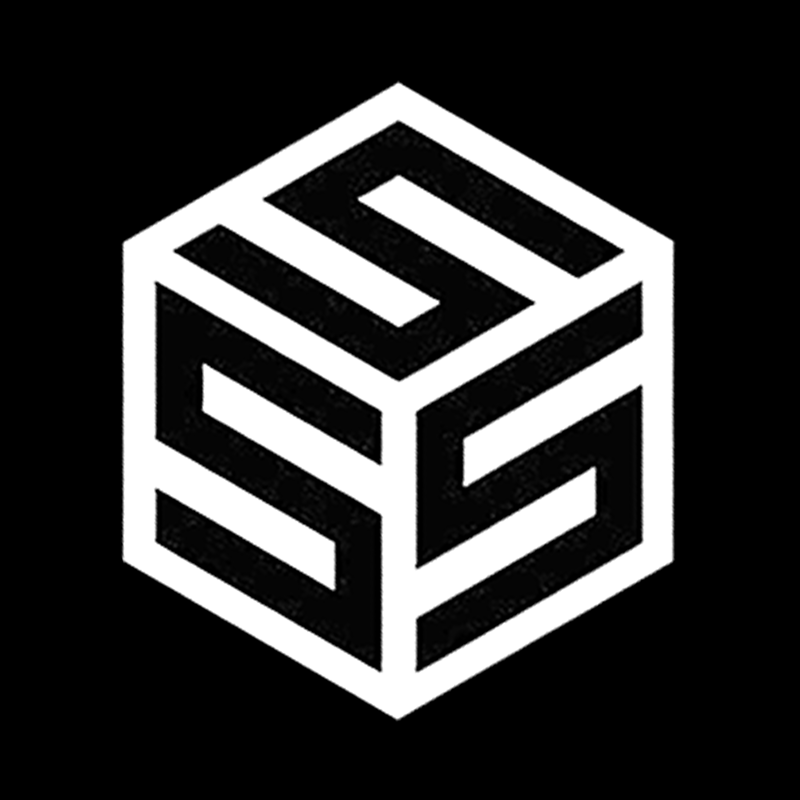
Oficjalne logo TripleS

Pierwszy komplet członkiń był ujawniany co dwa tygodnie od maja do września (w kolejności) Seoyeon, Hyerin, Jiwoo, Chaeyeon, Yooyeon, Soomin, Nakyoung i Yubin.
8 sierpnia grupa wydała swoją oficjalną aplikację Cosmo, a także pierwszy pakiet cyfrowych fotokart, które są wymienne na tokeny NFT, aby głosować w przyszłych wydarzeniach poprzez aplikacje.
16 września ogłoszono, że TripleS rozpocznie przygotowania do pierwszych działań podgrup: Acid Angel from Asia i +(KR)ystal Eyes. Podgrupa Acid Angel From Asia rozpoczęła swoją działalność w październiku, a swój oficjalny debiut miała 28 października 2022 roku.
Drugi komplet członkiń jest ujawniany tak jak w przypadku pierwszego co dwa tygodnie, począwszy od listopada 2022 (w kolejności), Kaede i Dahyun.
W listopadzie grupa ogłosiła, że na początku 2023 roku zadebiutuje jako 10-osobowa podgrupa.
28 grudnia, grupa ogłosiła, że w styczniu 2023 roku rozpocznie swoją działalność w Japonii. Trzeci komplet członkiń zaczął pojawiać się od stycznia 2023 roku (w kolejności), Kotone, Yeonji i Nien.

### 2023: Debiut grupy i podgrup +(KR)ystal Eyes oraz Acid Eyes

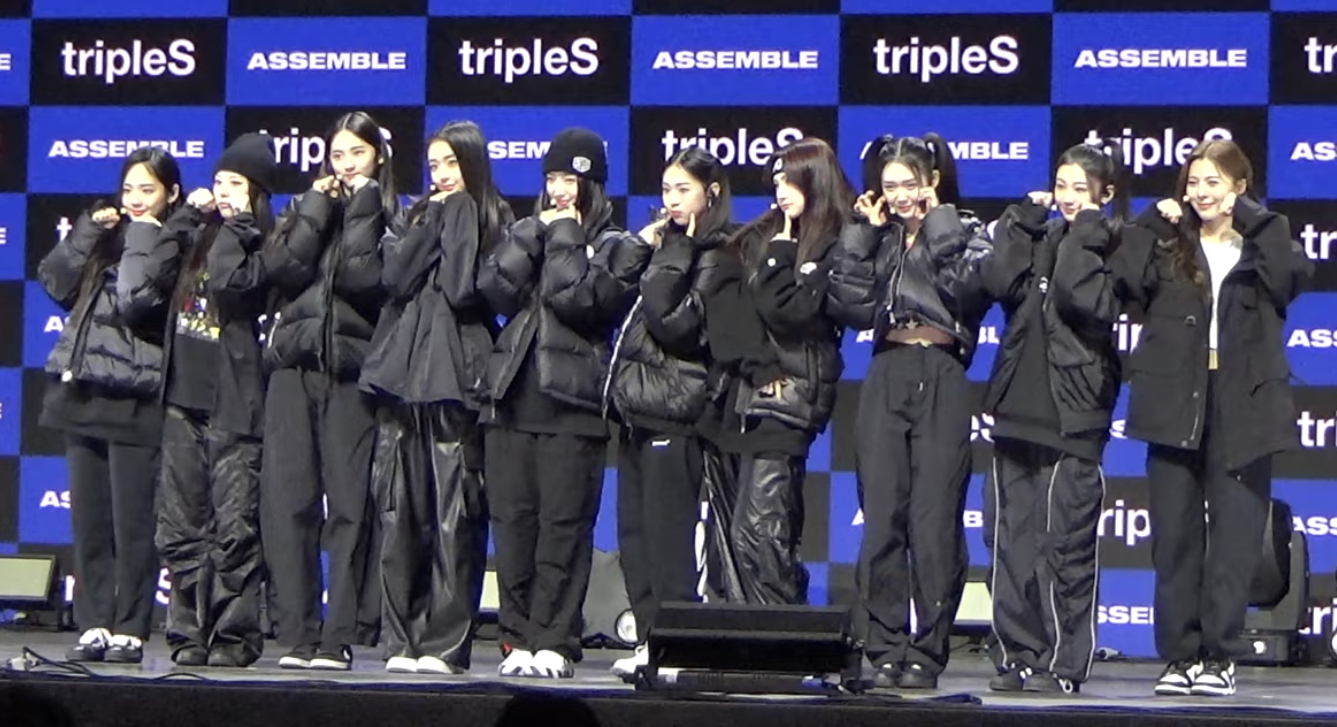
tripleS podczas prezentacji minialbumu Assemble 13 lutego 2023.

13 lutego 2023 roku grupa z wcześniej ogłoszonymi członkami, z wyjątkiem Kotone i Yeonji, wydała debiutancki minialbum Assemble, wraz z głównym singlem „Rising”.
17 marca potwierdzono, że druga podgrupa +(KR)ystal Eyes zadebiutuje w pierwszym tygodniu maja.
14 kwietnia Sohyun została ogłoszona jako 14. członkini grupy. W filmie zapowiadającym ujawniono, że Sohyun będzie odpowiedzialna za produkcję muzyki w nadchodzącym projekcie +(KR)ystal Eyes.
1 czerwca ogłoszono, że Acid Angel from Asia i +(KR)ystal Eyes wydadzą single album zatytułowany Cherry Gene jako podgrupa o nazwie Acid Eyes.
2 lipca Xinyu została ogłoszona kolejną członkinią grupy, a 19 lipca dołączyła do niej Mayu.
17 sierpnia trzecia podgrupa LOVElution oficjalnie zadebiutowała, a 11 października zadebiutowała czwarta podgrupa EVOLution.
1 grudnia ogłoszono piątą podgrupę Aria, która ma wydać muzykę balladową. 
11 grudnia ujawniono, że szósta podgrupa NXT ujawni 4 nowe członkinie. Od 21 grudnia ujawniono 4 członkinie (w kolejności), Lynn, Joobin, Hayeon i Shion. 23 grudnia podgrupa zadebiutowała z digital singlem „Just Do It”.

### 2024: Debiut podgrupy Aria i Assemble24
15 stycznia 2024 roku podgrupa Aria wydała single album Structure of Sadness[niewiarygodne źródło?].
4 lutego, podczas koncertu, ogłoszono nazwę albumu, Assemble24, który ma być debiutu całej grupy.
Ostatnie członkinie ujawniano od 1 do 4 kwietnia (w kolejności), Chaewon, Sullin, Seoah, i Jiyeon.
8 maja grupa wydała swój pierwszy album studyjny Assemble24.
14 czerwca ogłoszono, że w drugiej połowie roku zadebiutuje ósma podgrupa Visionary Vision (VV), która będzie się składać z 12. członkiń.
21 czerwca zadebiutowała siódma podgrupa Glow, składająca się z czterech ostatnich członkiń, z digital singlem „Inner Dance”.
10 lipca ogłoszono, że w tym roku zadebiutuje pierwsza japońska podgrupa, która będzie działać aż do początku 2025 roku[niewiarygodne źródło?]. 
20 lipca (czasu japońskiego) grupa wydała przed debiutancki japoński digital single „###” (wym. Hash)[niewiarygodne źródło?].

## Członkinie
| Pseudonim   | Pseudonim | Prawdziwe imię                     | Data urodzenia       | Miejsce urodzenia | Narodowość       | Reprezentatywny kolor |
| Latynizacja | Hangul    | Prawdziwe imię                     | Data urodzenia       | Miejsce urodzenia | Narodowość       | Reprezentatywny kolor |
| ----------- | --------- | ---------------------------------- | -------------------- | ----------------- | ---------------- | --------------------- |
| Seoyeon     | 서연      | Yoon Seoyeon (kor. 윤서연)         | 6 sierpnia 2003      | Daejeon           | Korea Południowa |                       |
| Hyerin      | 헤린      | Jeong Hyerin (kor. 정혜린)         | 12 kwietnia 2007     | Daegu             | Korea Południowa |                       |
| Jiwoo       | 지우      | Lee Jiwoo (kor. 이지우)            | 24 października 2005 | Seul              | Korea Południowa |                       |
| Chaeyeon    | 채연      | Kim Chaeyeon (kor. 김채연)         | 4 grudnia 2004       | Seul              | Korea Południowa |                       |
| Yooyeon     | 유연      | Kim Yooyeon (kor. 김유연)          | 9 lutego 2001        | Seul              | Korea Południowa |                       |
| Soomin      | 수민      | Kim Soomin (kor. 김수민)           | 3 października 2007  | Daegu             | Korea Południowa |                       |
| Nakyoung    | 나경      | Kim Nakyoung (kor. 김나경)         | 13 października 2002 | Ulsan             | Korea Południowa |                       |
| Yubin       | 유빈      | Gong Yubin (kor. 공유빈)           | 3 lutego 2005        | Yongin            | Korea Południowa |                       |
| Kaede       | 카에데    | Yamada Kaede (jap. 山田 楓)        | 20 grudnia 2005      | Toyama            | Japonia          |                       |
| Dahyun      | 다현      | Seo Dahyun (kor. 서다현)           | 8 stycznia 2003      | Pusan             | Korea Południowa |                       |
| Kotone      | 코토네    | Kamimoto Kotone (jap. 嘉味元 琴音) | 10 marca 2004        | Tokio             | Japonia          |                       |
| Yeonji      | 연지      | Kwak Yeonji (kor. 곽연지)          | 8 stycznia 2008      | Seul              | Korea Południowa |                       |
| Nien        | 니엔      | Hsü Nientz’u (chiń. 許念慈)        | 2 czerwca 2003       | Tajpej            | Tajwan · Wietnam |                       |
| Sohyun      | 소현      | Park Sohyun (kor. 박소현)          | 13 października 2002 | Seul              | Korea Południowa |                       |
| Xinyu       | 신위      | Zhōu Xīnyǔ (chiń. 周心语)          | 25 maja 2002         | Pekin             | Chiny            |                       |
| Mayu        | 마유      | Koma Mayu (jap. 高麗 真友)         | 12 maja 2002         | Gunma             | Japonia          |                       |
| Lynn        | 린        | Kawakami Rin (jap. 川上凜)         | 12 kwietnia 2006     | Tokio             | Japonia          |                       |
| Joobin      | 주빈      | Joobin (kor. 주빈)                 | 16 stycznia 2009     | Seul              | Korea Południowa |                       |
| Hayeon      | 하연      | Jeong Hayeon (kor. 정하연)         | 1 sierpnia 2007      | Anyang            | Korea Południowa |                       |
| Shion       | 시온      | Park Shion (kor. 박시온)           | 3 kwietnia 2006      | Daejeon           | Korea Południowa |                       |
| Chaewon     | 채원      | Kim Chaewon (kor. 김채운)          | 2 maja 2007          | Inczon            | Korea Południowa |                       |
| Sullin      | 설린      | Pirada Bunraksa (taj. พิรดา บุญรักษา) | 30 listopada 2006    | Bangkok           | Tajlandia        |                       |
| Seoah       | 서아      | Jeong Haerin (kor. 정해린)         | 11 czerwca 2010      | Gwangju           | Korea Południowa |                       |
| Jiyeon      | 지연      | Ji Suhyeon (kor. 지서연)           | 13 lutego 2004       | Yongin            | Korea Południowa |                       |

### Podgrupy
| Pseudonim | Data debiutu         | Podgrupy | Podgrupy | Podgrupy  | Podgrupy | Podgrupy | Podgrupy | Podgrupy | Podgrupy | Podgrupy | Podgrupy |
| Pseudonim | Data debiutu         | AAA      | KRE      | Acid Eyes | LOVE     | EVOL     | NXT      | Aria     | Glow     | VV       | ∞!       |
| --------- | -------------------- | -------- | -------- | --------- | -------- | -------- | -------- | -------- | -------- | -------- | -------- |
| Hyerin    | 28 października 2022 | T        |          | T         | T        |          |          |          |          | T        |          |
| Yooyeon   | 28 października 2022 | T        |          | T         |          | T        |          |          |          | T        | T        |
| Nakyoung  | 28 października 2022 | T        |          | T         |          | T        |          |          |          | T        |          |
| Yubin     | 28 października 2022 | T        |          | T         | T        |          |          |          |          | T        |          |
| Seoyeon   | 13 lutego 2023       |          | T        | T         | T        |          |          |          |          |          |          |
| Jiwoo     | 13 lutego 2023       |          | T        | T         |          | T        |          | T        |          |          | T        |
| Chaeyeon  | 13 lutego 2023       |          | T        | T         |          | T        |          | T        |          |          | T        |
| Soomin    | 13 lutego 2023       |          | T        | T         |          | T        |          |          |          |          | T        |
| Kaede     | 13 lutego 2023       |          |          |           | T        |          |          | T        |          | T        |          |
| Dahyun    | 13 lutego 2023       |          |          |           | T        |          |          | T        |          |          |          |
| Nien      | 17 sierpnia 2023     |          |          |           | T        |          |          | T        |          | T        |          |
| Sohyun    | 17 sierpnia 2023     |          |          |           | T        |          |          |          |          | T        |          |
| Xinyu     | 17 sierpnia 2023     |          |          |           | T        |          |          |          |          | T        |          |
| Kotone    | 11 października 2023 |          |          |           |          | T        |          |          |          | T        | T        |
| Yeonji    | 11 października 2023 |          |          |           |          | T        |          |          |          | T        |          |
| Mayu      | 11 października 2023 |          |          |           |          | T        |          |          |          |          | T        |
| Lynn      | 23 grudnia 2023      |          |          |           |          |          | T        |          |          | T        |          |
| Joobin    | 23 grudnia 2023      |          |          |           |          |          | T        |          |          |          |          |
| Hayeon    | 23 grudnia 2023      |          |          |           |          |          | T        |          |          |          |          |
| Shion     | 23 grudnia 2023      |          |          |           |          |          | T        |          |          |          | T        |
| Chaewon   | 8 maja 2024          |          |          |           |          |          |          |          | T        |          | T        |
| Sullin    | 8 maja 2024          |          |          |           |          |          |          |          | T        |          |          |
| Seoah     | 8 maja 2024          |          |          |           |          |          |          |          | T        |          |          |
| Jiyeon    | 8 maja 2024          |          |          |           |          |          |          |          | T        | T        |          |

## Dyskografia

### Albumy studyjne
| Rok | Dane dot. albumu | Najwyższa pozycja | Sprzedaż       |
| Rok | Dane dot. albumu | KOR               | Sprzedaż       |
| TripleS | TripleS | TripleS           | TripleS        |
| --- | --- | ----------------- | -------------- |
| 2024 | Assemble24 - Wydany: 8 maja 2024 - Wytwórnia: Modhaus, Kakao Entertainment - Format: CD, digital download, streaming \| Lista utworów \| \| -------------------------------------------------------------------------------------------------------------------------------------------------------------------------------------------------- \| \| 1. „S” 2. „Girls Never Die” 3. „Heart Raider” (가시권) 4. „Midnight Flower” 5. „White Soul Sneakers” 6. „Chiyu” (치유) 7. „24” 8. „Beyond the Beyond” (이면의 이면) 9. „Non Scale” 10. „Dimension” \| | 3                 | - KOR: 149 312 |
| Lista utworów | |                   |                |
| 1. „S” 2. „Girls Never Die” 3. „Heart Raider” (가시권) 4. „Midnight Flower” 5. „White Soul Sneakers” 6. „Chiyu” (치유) 7. „24” 8. „Beyond the Beyond” (이면의 이면) 9. „Non Scale” 10. „Dimension” | |                   |                |

### Albumy kompilacyjne
| Rok | Dane dot. albumu |
| TripleS | TripleS |
| --- | --- |
| 2024 | 4study4work4inst Vol.1 - Wydany: 2 lutego 2024 - Wytwórnia: Modhaus, Kakao Entertainment - Format: digital download, streaming \| Lista utworów \| \| ------------------------------------------------------------------------------------------------------------------------------------------------------------------------------------------------------------------------------------------------------------------------------------------------------------------------------------------------------------------------------------------------------------------------------------------------------------------------------------------------------------------------------------------------------------------------------------------------------------------------------------------------------------------------------------------------------------------------------------------------------------------------------------------------------------- \| \| 1. „Generation (Inst.)” 2. „Rolex (Inst.)” 3. „Charla (Inst.)” 4. „Dimension (AAA ver.) (Inst.)” 5. „Beam (Inst.)” 6. „Rising (Inst.)” 7. „Colorful (Inst.)” 8. „The Baddest (Inst.)” 9. „New Look (Inst.)” 10. „Cherry Talk (Inst.)” 11. „Touch (Inst.)” 12. „Hide & Seek (Inst.)” 13. „Deja-Vu (Inst.)” 14. „Dimension (KRE ver.) (Inst.)” 15. „Touch+ (Inst.)” 16. „Girls' Capitalism (Inst.)” 17. „Complexity (Inst.)” 18. „Black Soul Dress (Inst.)” 19. „Seoul Sonyo Sound (Inst.)” 20. „Cry Baby (Inst.)” 21. „Speed Love (Inst.)” 22. „Invincible (Inst.)” 23. „Rhodanthe (Inst.)” 24. „Heavy Metal Wings (Inst.)” 25. „37.5 Celsius (Inst.)” 26. „Moto Princess (Inst.)” 27. „Oui (Inst.)” 28. „Enhanced Flower (Inst.)” 29. „Just Do It (Inst.)” 30. „Door (Inst.)” 31. „Farewell My First (Inst.)” \| |
| Lista utworów | |
| 1. „Generation (Inst.)” 2. „Rolex (Inst.)” 3. „Charla (Inst.)” 4. „Dimension (AAA ver.) (Inst.)” 5. „Beam (Inst.)” 6. „Rising (Inst.)” 7. „Colorful (Inst.)” 8. „The Baddest (Inst.)” 9. „New Look (Inst.)” 10. „Cherry Talk (Inst.)” 11. „Touch (Inst.)” 12. „Hide & Seek (Inst.)” 13. „Deja-Vu (Inst.)” 14. „Dimension (KRE ver.) (Inst.)” 15. „Touch+ (Inst.)” 16. „Girls' Capitalism (Inst.)” 17. „Complexity (Inst.)” 18. „Black Soul Dress (Inst.)” 19. „Seoul Sonyo Sound (Inst.)” 20. „Cry Baby (Inst.)” 21. „Speed Love (Inst.)” 22. „Invincible (Inst.)” 23. „Rhodanthe (Inst.)” 24. „Heavy Metal Wings (Inst.)” 25. „37.5 Celsius (Inst.)” 26. „Moto Princess (Inst.)” 27. „Oui (Inst.)” 28. „Enhanced Flower (Inst.)” 29. „Just Do It (Inst.)” 30. „Door (Inst.)” 31. „Farewell My First (Inst.)” | |

### Minialbumy
| Rok | Dane dot. albumu | Najwyższa pozycja | Sprzedaż  |
| Rok | Dane dot. albumu | KOR               | Sprzedaż  |
| TripleS | TripleS | TripleS           | TripleS   |
| --- | --- | ----------------- | --------- |
| 2023 | Assemble - Wydany: 13 lutego 2023 - Wytwórnia: Modhaus, Kakao Entertainment - Format: CD, digital download, streaming \| Lista utworów \| \| ----------------------------------------------------------------------------------------------------------- \| \| 1. „Beam” 2. „Before the Rise” 3. „Rising” 4. „Colorful” 5. „The Baddest” 6. „New look” 7. „Chowall” (초월) \| | 10                | - 47 454+ |
| Acid Angel from Asia                                                                                        | |                   |           |
| Osobny artykuł: TripleS Acid Angel from Asia .                                                              | |                   |           |
| +(KR)ystal Eyes                                                                                             | |                   |           |
| Osobny artykuł: TripleS +(KR)ystal Eyes .                                                                   | |                   |           |
| LOVElution                                                                                                  | |                   |           |
| Osobny artykuł: TripleS Lovelution .                                                                        | |                   |           |
| EVOLution                                                                                                   | |                   |           |
| Osobny artykuł: TripleS Evolution .                                                                         | |                   |           |
| Lista utworów                                                                                               | |                   |           |
| 1. „Beam” 2. „Before the Rise” 3. „Rising” 4. „Colorful” 5. „The Baddest” 6. „New look” 7. „Chowall” (초월) | |                   |           |

### Single albumy
| Lista utworów                                                                                    |
| ------------------------------------------------------------------------------------------------ |
| 1. „Cherry Gene 'Baddest Mix'” 2. „Cherry Gene 'Hy-Fluid Mix'” 3. „Cherry Gene 'Testarossa Mix'” |

| Lista utworów                              |
| ------------------------------------------ |
| 1. „Door” 2. „Farewell My First” (첫 이별) |

### Single

#### Koreańskie
| Rok                                            | Tytuł                     | Członkinie uczestniczące w nagraniu                                               | Najwyższa pozycja | Album                |
| Rok                                            | Tytuł                     | Członkinie uczestniczące w nagraniu                                               | KOR               | Album                |
| TripleS                                        | TripleS                   | TripleS                                                                           | TripleS           | TripleS              |
| ---------------------------------------------- | ------------------------- | --------------------------------------------------------------------------------- | ----------------- | -------------------- |
| 2023                                           | „Rising”                  | Yooyeon, Nakyoung, Dahyun, Seoyeon, Chaeyeon, Yubin, Jiwoo, Kaede, Hyerin, Soomin | 110               | Assemble             |
| 2024                                           | „Girls Never Die”         | TripleS                                                                           | 27                | Assemble24           |
| Acid Angel from Asia                           |                           |                                                                                   |                   |                      |
| Osobny artykuł: TripleS Acid Angel from Asia . |                           |                                                                                   |                   |                      |
| +(KR)ystal Eyes                                |                           |                                                                                   |                   |                      |
| Osobny artykuł: TripleS +(KR)ystal Eyes .      |                           |                                                                                   |                   |                      |
| LOVElution                                     |                           |                                                                                   |                   |                      |
| Osobny artykuł: TripleS Lovelution .           |                           |                                                                                   |                   |                      |
| EVOLution                                      |                           |                                                                                   |                   |                      |
| Osobny artykuł: TripleS Evolution .            |                           |                                                                                   |                   |                      |
| NXT                                            |                           |                                                                                   |                   |                      |
| 2023                                           | „Just Do It”              | Shion, Lynn, Hayeon, Joobin                                                       | –                 | –                    |
| Aria                                           |                           |                                                                                   |                   |                      |
| 2023                                           | „Door”                    | Dahyun, Nien, Chaeyeon, Jiwoo, Kaede                                              | –                 | Structure of Sadness |
| Glow                                           |                           |                                                                                   |                   |                      |
| 2024                                           | „Inner Dance” (내적 댄스) | Jiyeon, Sullin, Kim Chaewon, Seoah                                                | –                 | –                    |

#### Japońskie
| Rok     | Tytuł        | Członkinie uczestniczące w nagraniu | Album   |
| TripleS | TripleS      | TripleS                             | TripleS |
| ------- | ------------ | ----------------------------------- | ------- |
| 2024    | „###” (Hash) | TripleS                             | –       |